# مديرية الرضمة

تعديل مصدري - تعديل

مديرية الرضمة إحدى مديريات محافظة إب في وسط اليمن. بلغ عدد سكانها 76576 نسمة عام 2004.

## عزل الرضمة
من عزل الرضمة:
عزلة كُحلان، وعزلة س والذي تقع قريتهم ذي اشرع في مديرية الرضمه َودان، وعزلة شيزر، وعزلة بني قيس، وعزلة أزال، وعزلة البكرة، وعزلة عجيب، وعزلة يحيْر، وتتألف كل عزلة من هذه العزل من قرى عديدة.
مركزها مدينة الرضمة.

## المواقع والمعالم الأثرية
ومن أهم المواقع والمعالم الأثرية والتاريخية والسياحية في مديرية الرضمة هي:

### قرية الذاري
قرية عامرة في عزلة شيزر وهي أحد هجر العلم التي كان يقصدها المهتمين بالعلم، مكونة من ثلاثة أقسام: قرية الذاري وفيها المسجد الأعلى وهي التي يطلق عليها بالهجرة، والأكمة قرية أعلى منها وقرية المنصورة في الغرب منها، وتضم قرية الذاري مبانٍ وسدود قديمة.

#### جامع الذاري
ويسمى الجامع الأوسط وقد بناه الشيخ «عمر بن أحمد العُكاد»، وأوقف عليه أموالاً معروفة في وادي الذاري، كما أوقف عليه مالاً عقراً لكي ينفق منه على كل من يُفد إلى القرية ويقيم في هذا الجامع، وعين المتوكل «إسماعيل بن الإمام القاسم بن محمد» ((1054 - 1087 هجرية) - (1644 - 1676 ميلادية))، (1300 شكلة) من ضواحي خُبان - والشكلة هي ما تسمى في بعض مدن اليمن «لبنة» وفي اليمن الأسفل «قصبة» - وهذه الأموال قد أوقفها «الحسين بن عبد الله بن علي بن أحمد» مع الأموال الأخرى التي كان قد حصل عليها طلبة العلم، وعين لمدرس العلم في هجرة الذاري ما يكفي حاجته - شريطة أن يكون المعلم من خارج هجرة الذاري - ، فكان هذا حافزاً لازدهار العلم في هذه الهجرة.

### قرية ذي أشرع
هي من أهم القرى القديمة في مخلاف خبان وتتبع اليوم مديرية الرضمة ويعتبر اسمها اسم قديم فيها الكثير من مخازن الغلل المنحوتة في باطن الأرض وعلى ظهور الجبال حيث يبلغ عمق بعضها إلى 150متر تحت باطن الأرض وقد كانت هذه المخازن تمثل المخزون الاستراتيجي لمخلاف خبان (الوادي) وقد ارتادوها كثير من الوجها والمشايخ والناس لأخذ حاجاتهم من الحبوب وقرية ذي اشرع تقع على صفح تلال متقاربة ممتدة إلى جبل يسمي جبل فعن وتطل على سيلين سبان العظيم وسيل نمران.
وقد قال الشاعر قديماً في قرية (ذي اشرع)
ذي اشرع ذي بنوفيها مناظر---دروب العز ذي هي تثمر آلاف
تري كم في دوايرها حفاير --- مدافنها تكافي كل مخلاف

#### جامع ذي أشرع
يقع وسط قرية ذي أشرع، ويعتبر من الجوامع القديمة التي تتميز بطراز معماري جميل، يوجد في سقف الجامع لوح قديم مدون عليه عبارات دعاء وفي أسفل هذا اللوح دون تاريخ بناء الجامع، وكان تاريخ بناء الجامع ومأذنته الجميلة في عام (877 هجرية) كما توجد عبارات مدونة على هذا اللوح تفيد بأنه قد استخدم هذا الجامع كمدرسة للعلم وتخرج منه فقهاء وعلماء أفاضل، كما أشارت عبارات أخرى مدونة - أيضاً - على هذا اللوح بأن العلامة صفي الإسلام «فضل» هو الذي أمر ببناء هذا الجامع.

### حصن كحلان
تعرف قرية كحلان بكحلان حضور، وهي قرية من عزلة الثلث التابعة لمديرية الرضمة تقع شرق مدينة يَرِيْم على بعد حوالي (23 كيلومتراً) وهي ضمن أراضي مخلاف رعين، وهي منطقة بها آثار قديمة وحصن منيع يقال له حصن كحلان أو كحلان خُبان ويُسمى في التاريخ قلعةالبحش وقد أتخذه الأمير «أسعد الحوالي» قاعدة لمملكته في بداية (القرن الرابع الهجري) وذلك في عام (306 هجرية) إلى أن توفى فيه عام (332 هجرية).
والحصن يعتبر من المعاقل المنيعة يتخذ شكل مدور محاط بسور حجري في بعض الأجزاء، أمَّا الأجزاء الأخرى والتي أقيمت على حافة الجبل بنيت بأحجار حمراء يصل ارتفاع الجدران ما بين (4- 6 أمتار) ويتم الوصول إليه عبر طريق جبلي شاق الصعود، وللحصن مدخل وحيد، وتنتشر بداخل الحصن كروف المياه المنقورة بالصخر والمطلية بمادة القضاض الأبيض، ويلاحظ أن واجهات الحصن مبنية ببعض الأحجار المنقوش عليها بخط المسند، كما تلاحظ الأحجار الأثرية مترامية أكوامها حول الحصن، كما يوجد مسجد صغير في داخل الحصن، وحالياً يستخدم جزء من الحصن موقعاً عسكرياً.

### مصنعة بني قيس
بنو قيس إحدى عزل مديرية الرضمة تقع شمال شرق مدينة الرضمة على بعد حوالي 5 كيلومتراً تقريباً وهي بلدة خاربة، وكانت من السابق أحد معاقل العلم المشهورة ولا سيما في (القرن التاسع الهجري) وكان ينتشر فيها عدد من المساجد التي تحولت مع الزمن إلى أطلال ومن بين هذه الأطلال بقايا لجدار أحد المساجد القديمة كتب على أحد جدرانه أن تاريخ بنائه يعود إلى عام (801 هجرية) والاذي يقع في قرية الحرف بني قيس كونها من أشهر المعالم التاريخية فيها وكما يوجد فيها حزام القصر واللذي يعود للملك كنعان ابن حمير وكان يسكن في هذه المصنعة بنو العُلا الذين كان لهم شهرة في أيام الدولة الطاهرية وذلك في ((القرن التاسع الهجري) - (الخامس عشر الميلادي)) وأصبح لهم وجاهة لدى دولة بني طاهر، وكان القسم الشمالي من هذه المصنعة يُسمى بالعُلا ويفصله عنها سور ما يزال ظاهر للعيان، أمَّا في السفح الغربي للمصنعة يقع صُرم بني قيس - والصُرم هي قرية صغيرة مفصولة من المصنعة وهو آهل بالسكان - وبجوار المصنعة من الشمال الغربي تقع قرية الوشل.

### حصن اللكمة
هو حصن أثري قديم يقع في عزلة يحير بمديرية الرضمة، ويتعارف بأن من بناه وسكن فيه هو الملك الحميري ذو رعين الحميري ويتوسط الحصن التاريخي عدة قرى منها قرية بيت محيى الدين غرباً، وقرية ذي شعبه شرقاً، وقرية زبيد جنوباً، وقرية موسد شمالاً.

### جبل ظفار (الشاهد)
هو جبل يحتوي على الكثير من كنوز وآثار اليمن القديمة التي تعود إلى عهد الدولة الحميرية، يقع على الغرب من عزلة يحير، مديرية الرضمة، ويطل على العديد من قرى عزلة جبل عصام، مديرية السدة، عرف قديماً بجبل ظفار ويعرف حالياً باسم (جبل الشاهد).